# Le cinesi (Conforto)
Le cinesi è un'opera lirica di Nicola Conforto su libretto di Pietro Metastasio, il quale lo scrisse nel 1735 per essere musicato nello stesso anno da Antonio Caldara.
Fu messa in scena per la prima volta nel 1750 a Milano. Il 10 ottobre dell'anno successivo fu ripresa, variato nel titolo e in alcune arie, a Madrid, per la celebrazione dell'onomastico del re di Spagna Ferdinando VI. Questa rappresentazione prese dunque il nome de La festa cinese e tra i cantanti figurava il nome del celebre Farinelli.

## Incisioni
La prima e unica registrazione di quest'opera fu prodotta il 26 luglio 2005 all'Opéra Comedie di Montpellier sotto Fabio Biondi con l'orchestra Europa Galante e le cantanti Marta Almajano, Maria Grazia Schiavo, Lucia Cirillo e Silvia Tro Santafé.